# Symfonie nr. 63 (Haydn)
De Symfonie nr. 63 is een symfonie van Joseph Haydn, gecomponeerd in 1781. De symfonie heeft als bijnaam La Roxelane, naar Roxelana, de invloedrijke vrouw van de Osmaanse sultan Süleyman de Grote.

## Bezetting
- Fluit
- 2 hobo's
- 2 fagotten
- 2 hoorns
- 2 trompetten
- Pauken
- Strijkers

## Delen
De symfonie is geschreven in 2 versies: opmerkelijk hierbij is dat het derde en vierde deel hier totaal verschillen van elkaar.

### Eerste versie
1. Allegro
2. Allegretto
3. Menuetto en trio
4. Finale: Prestissimo

### Tweede versie
1. Allegro
2. Allegretto
3. Menuetto en trio
4. Finale: Presto